# Strelitzia reginae

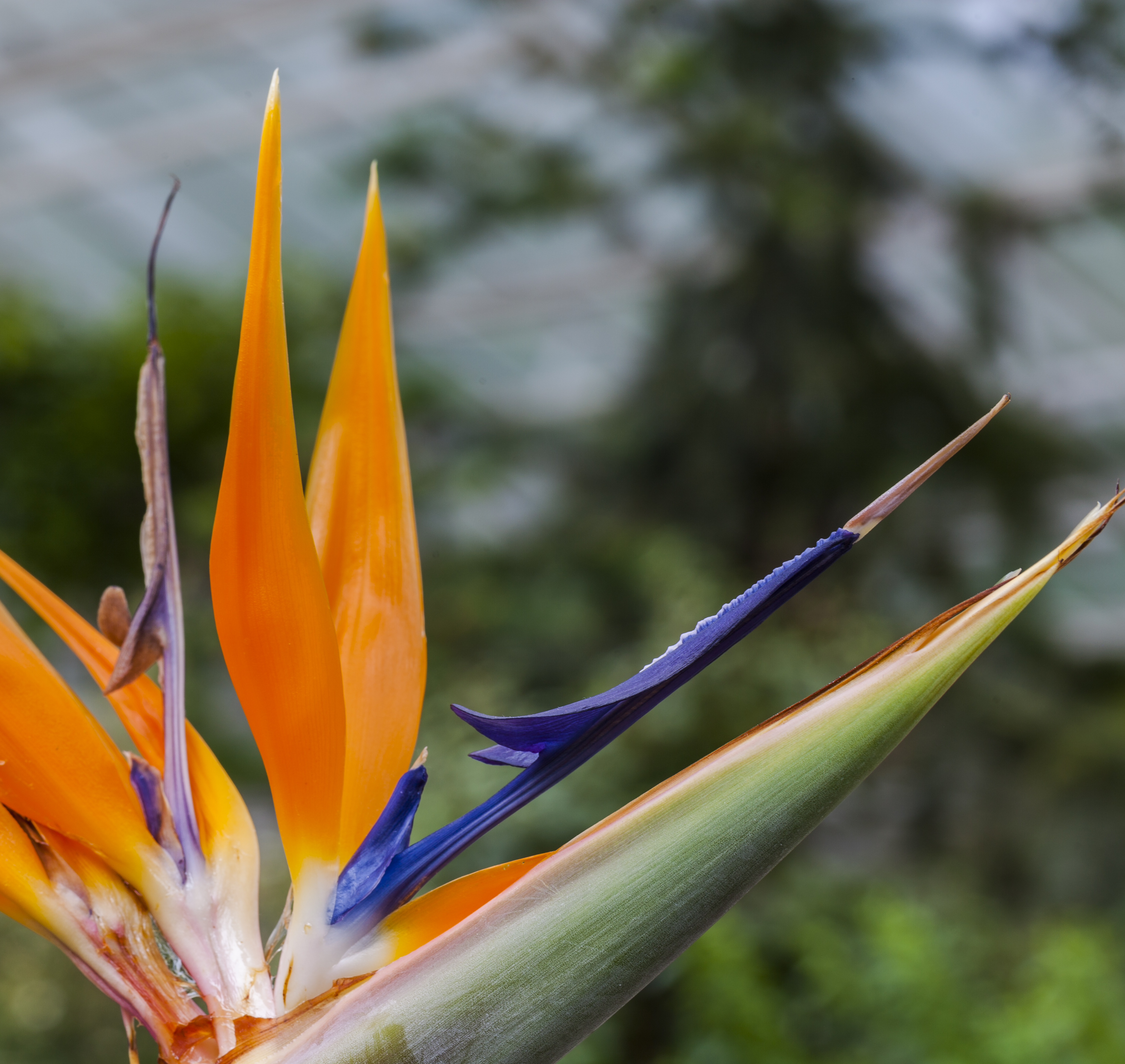
Flor

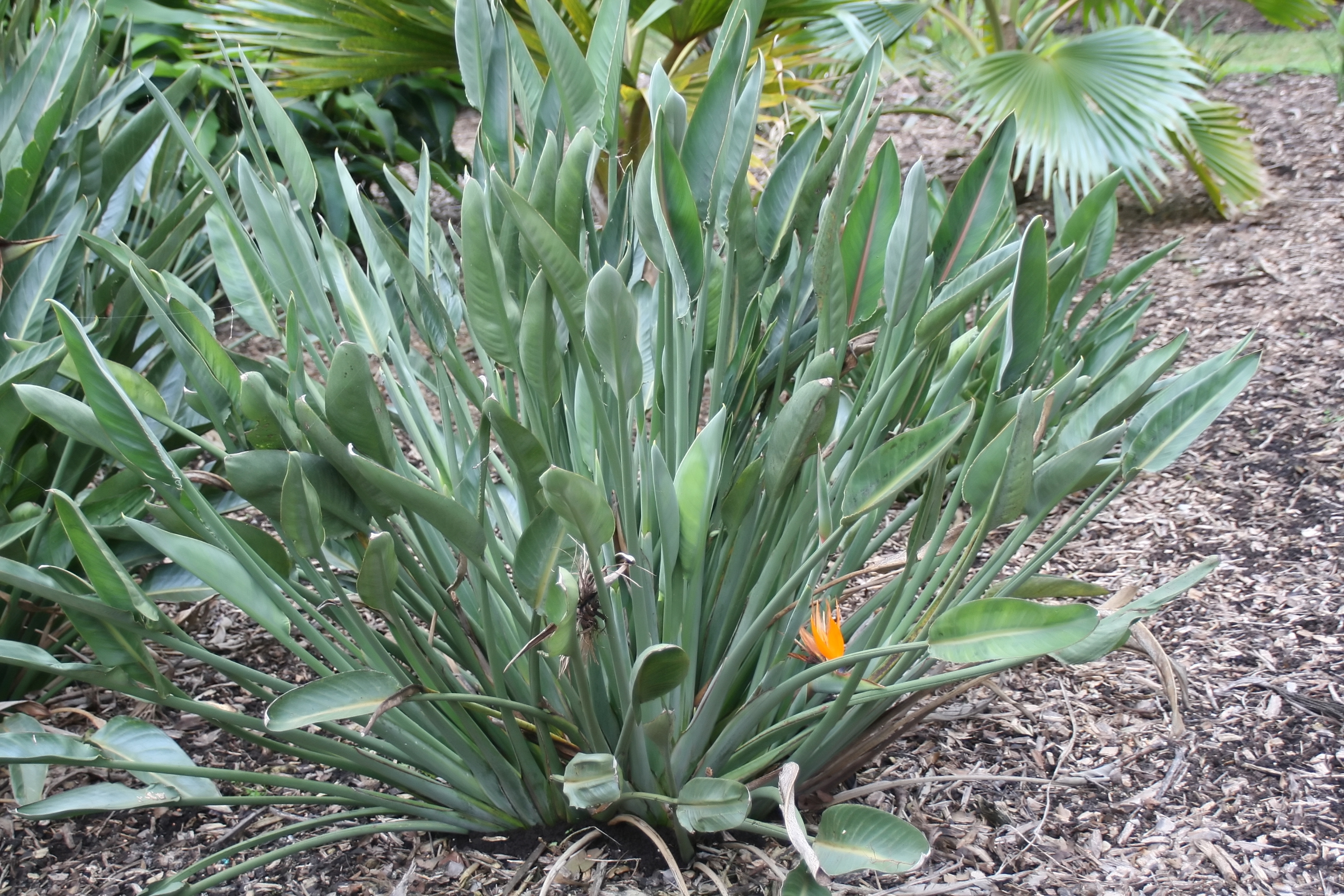
Strelitzia reginae var. juncea

Strelitzia reginae, llamada popularmente ave del paraíso, es una especie herbácea originaria de Sudáfrica. Se cultiva extensamente como planta ornamental por la forma peculiar de su flor.

## Descripción
Planta herbácea rizomatosa, con una altura promedio de 1,2 m. Las hojas de color verde grisáceo tienen largos pecíolos que surgen del rizoma dispuestas dísticamente (en filas enfrentadas de forma alterna). La lámina es ovalada y pinnatinervadas. Las flores surgen por encima del follaje al final de una larga espata, son hermafroditas, asimétricas, en grupos cinciniformes protegidos primariamente por grandes brácteas, varias laterales y con frecuencia largamente pedunculadas. El perigonio está formado por 6 tépalos distribuidos en dos grupos, los tres externos iguales y libres de color naranja; los tres internos, de color azul brillante, desiguales y soldados dos de ellos, el tercero de mayores dimensiones está plegado en forma de flecha rodeando al estilo en forma de nectario. El gineceo presenta 3 carpelos soldados, el ovario es ínfero, trilocular, con numerosos primordios seminales. El fruto es una cápsula coriácea. Las semillas, tienen arilos naranjas y cuerpo aceitoso.
Es polinizada por aves, las cuales al posarse sobre el tépalo en forma de flecha para recoger el néctar mueven las anteras que dejan caer el polen sobre las patas o el pecho.

## Distribución y hábitat
Se distribuye por Sudáfrica, en ecosistemas costeros y márgenes fluviales.

## Cultivo
Necesita luz intensa tres o cuatro horas diarias de luz solar directa, no florece con luz inadecuada. Durante el periodo de crecimiento activo, puede cultivarse en condiciones normales. Necesita de riego moderado y humedad normal.
Las aves del paraíso son muy sensibles al ataque de las cochinillas.

## Variedades
- Strelitzia reginae var. farinosa (W.T.Aiton) Baker
- Strelitzia reginae var. glauca (Rich.) Baker
- Strelitzia reginae var. humilis (Link) Baker
- Strelitzia reginae var. ovata (W.T.Aiton) Baker
- Strelitzia reginae var. rutilans (C.Morren) K.Schum.

## Etimología
El botánico escocés Francis Masson
introdujo la especie en Gran Bretaña en 1773. Sir Joseph Banks la describió en 1788,
Le otorgó el nombre Strelitzia  en honor a la reina Carlota de Mecklemburgo-Strelitz, esposa del rey Jorge III de Inglaterra. El epíteto reginae proviene del latín reginae = "de la reina".